# Harold Larwood
Harold Larwood est un joueur de cricket professionnel anglais né le 14 novembre 1904 à Nuncargate dans le Nottinghamshire en Angleterre et décédé le 22 juillet 1995 à Randwick en Australie. Il dispute son premier test avec l'équipe d'Angleterre en 1926. Fast bowler doué et très rapide, il est l'un des principaux acteurs de la série des Ashes de 1932-33 et de la tactique mise en place par les Anglais : Bodyline. Sa carrière internationale est interrompue par son refus de s'excuser pour son rôle dans cette série controversée.

## Biographie
Harold Larwood nait 14 novembre 1904 à Nuncargate dans le Nottinghamshire. Nuncargate est à l'époque un village de mineurs. Il est situé à quelques kilomètres d'Annesley (en), où se trouve la mine. Harold est le quatrième des cinq fils de sa famille. Son père, Robert Larwood, mineur de fond, est un temps capitaine de l'équipe des houillères. Harold travaille à la mine dès l'âge de quatorze ans. Il est enrôlé dans l'équipe du Nottinghamshire à l'âge de dix-neuf ans. Il fait ses débuts en first-class cricket dans le County Championship à Trent Bridge du 20 au 22 août 1924 contre le Northamptonshire.
Lors de la saison 1925, il prend 73 wickets en vingt matchs, à la moyenne de 18,01. Il est sélectionné pour la première fois par l'équipe d'Angleterre en 1926. Il débute face à l'équipe d'Australie à Lord's lors du deuxième test des Ashes, où sa performance au lancer est de 3/136 (trois joueurs éliminés pour cent-trente-six runs concédés). Sa deuxième sélection vient lors du cinquième match de la série : Larwood prend six wickets australiens et l'Angleterre regagne les Ashes. Il prend un 137 wickets lors de la saison 1926, ce qui lui vaut la distinction d'être désigné Wisden Cricketer of the Year en 1927. Il se marie en 1927.
Larwood est sélectionné pour les Ashes de 1928-1929, qui ont lieu en Australie. Lors de la première manche australienne de la série de matchs, il réalise une performance au lancer de 6/32 dans ce qui sera une large victoire anglaise. L'Angleterre conserve le trophée cette saison-là.
En 1930, l'Angleterre perd les Ashes à domicile. La série est marquée par les performances de Donald Bradman, qui y établit des records qui tiennent encore à ce jour. Pour contrer ses talents, l'international anglais Douglas Jardine imagine une tactique consistant pour l'essentiel à viser délibérément le corps du batteur adverse avec un cordon de joueurs derrière lui prêts à attraper la balle au vol, et qui sera appelée plus tard Bodyline. Le plan est mise en place est mis en place au cours d'une rencontre à Londres entre Jardine, le capitaine du Nottinghamshire Arthur Carr et ses deux fast bowlers Larwood et Bill Voce. La tactique est utilisée lors de la série des Ashes de 1932-1933, au cours de laquelle Jardine est capitaine de l'équipe d'Angleterre et pour laquelle Voce et Larwood sont sélectionnés.

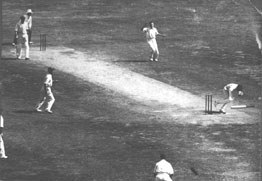
L'australien Bert Oldfield, touché à la mâchoire par un lancer de Larwood lors des Ashes de 1932-1933. Larwood est en haut au milieu de l'image.

L'Angleterre gagne le premier test de ces Ashes, Larwood prenant notamment 10 wickets. Une défaite suit dans le second. Dans le troisième, à l'Adelaide Oval, les Australiens Bill Woodfull et Bert Oldfield sont blessés sur des lancers de Larwood. Oldfield a notamment la mâchoire fracturée, même si les Anglais ne sont pas en train d'appliquer Bodyline à ce moment de la partie. Bodyline est une tactique dangereuse pour les batteurs adverses et suscite les protestations australiennes. Les instances dirigeantes du cricket en Angleterre et en Australie s'échangent des câbles de protestation, à tel point qu'un incident diplomatique menace. La tension retombe et voit une victoire anglaise dans la série, Larwood ayant notamment pris 33 wickets. Il se blesse lors du dernier test de la série, au cours duquel il marque notamment 98 runs dans la première manche anglaise en tant que « nightwatchman ».
Il est accueilli en héros en Angleterre mais le Marylebone Cricket Club lui demande de signer une lettre d'excuse pour ce qui s'est passé en Australie, ce qu'il refuse, et il ne sera plus jamais sélectionné. Il joue encore avec le Nottinghamshire jusqu'en 1938.
Il émigre en Australie avec sa femme et ses cinq filles au début des années cinquante et y trouve du travail. Il deviendra notamment ami avec Bert Oldfield.
Larwood décède 22 juillet 1995, en Australie, à l'âge de 90 ans.

## Style
Harold Larwood est l'un des fast bowlers les plus rapides de l'histoire du cricket, capable de délivrer des balles à des vitesses supérieures à 90 miles à l'heure, l'un de ses lancers ayant même été chronométré à la vitesse de 96 miles à l'heure.

## Principales équipes
|                         | First-class cricket |
| ----------------------- | ------------------- |
| Nottinghamshire         | 1924 - 1938         |
| Marylebone Cricket Club | 1928-29 - 1932-33   |

## Statistiques
| Statistiques internationales                          |       |
|                                                       | Tests |
| Matchs joués                                          | 21    |
| Courses marquées                                      | 485   |
| Moyenne à la batte                                    | 19,40 |
| 50/100                                                | 2/-   |
| Meilleur score                                        | 98    |
| Guichets pris                                         | 78    |
| Moyenne au lancer                                     | 19,91 |
| 5 g. en une manche                                    | 4     |
| 10 g. en un match                                     | 1     |
| Meilleure perf. lancer                                | 6/32  |
| Catches/Stumpings                                     | 15/-  |
| Statistiques générales                                |       |
|                                                       | FC    |
| Matchs joués                                          | 361   |
| Courses marquées                                      | 7290  |
| Moyenne à la batte                                    | 19,91 |
| 50/100                                                | 23/3  |
| Meilleur score                                        | 102*  |
| Guichets pris                                         | 1427  |
| Moyenne au lancer                                     | 17,51 |
| 5 g. en une manche                                    | 98    |
| 10 g. en un match                                     | 20    |
| Meilleure perf. lancer                                | 9/41  |
| Catches/Stumpings                                     | 234/- |
| Mise à jour de la boîte : 4 août 2008 Actualiser aide |       |

## Récompenses et honneurs
- Un des cinq Wisden Cricketers of the Year de l'année 1927[2].
- Le premier ministre du Royaume-Uni John Major l'élève à la distinction de Membre de l'Ordre de l'Empire britannique (MBE) en 1993[2].
- Membre de l'ICC Cricket Hall of Fame depuis 2009 (membre inaugural)[13].

## Sélections
- 21 sélections en Test cricket de 1926 à 1933